# Martin Benetović
Martin Benetović (Hvar, oko 1550. − Mletci, 1607.) je bio hrvatski renesansni komediograf, orguljaš i slikar iz Hvara (Crkva sv. Mihovila, Dol (Hvar)). Iz redova pučana, bavio se je trgovinom. Uključio se u politički život.
Pripada hvarskom književnom krugu. Napisao je komediju Hvarkinju i pripisuje mu se da je napisao seljačku komediju Komediju od Raskota. Hvarkinja je nastala u duhu eruditne komedije i Marina Držića. Rabio je odlomke drugih književnika u svojim djelima: Držića, Hanibala Lucića i mletačkog pisca Angela Beolca Ruzzantea.
Pripisuje mu je da je napisao Prigovaranje pod Križišćem u Plamah meu Bogdanom i Raskotom lovčarom vrhu Brušanah, ali autorstvo i datacija do danas nije definitivno utvrđeno.
Na javnim je zabavama svirao orgulje. U hvarskoj katedrali bio je orguljašem od konca 1589. do listopada 1601. godine.
Naslikao je prizore Kristove muke u ciklusu od šest slika na ogradi kora hvarske franjevačke crkve.
Bio je zastupnik pučke kongregacije kod vlasti u Mletcima.